# 韦拉戈
韦拉戈，是西班牙安达卢西亚自治区格拉纳达省的一个市镇。总面积33平方公里，总人口492人（2001年），人口密度15人/平方公里。